# Espuri Servili Estructe
Espuri Servili Estructe (llatí: Spurius Servilius Structus) va ser un magistrat romà del segle v aC. Formava part de la gens Servília i portava el cognomen Estructe.
Va ser elegit cònsol l'any 476 aC amb Aulus Virgini Rútil. A causa de la destrucció dels Fabis a Cremera, dirigits per Cesó Fabi Vibulà, l'any 477 aC, els etruscs havien avançat fins a les muralles de Roma i es van apoderar del turó del Janícul. Prisc va provar de recuperar el turó, però va ser rebutjat amb fortes pèrdues i només es va salvar de la completa destrucció per l'oportú suport del seu col·lega Virgini. Quan es va acabar el període del seu mandat va ser acusat de la derrota pels tribuns de la plebs, però va ser absolt.